# Urosaurus
Urosaurus es un género de lagartos de la familia Phrynosomatidae. Se distribuyen por el sudoeste de Estados Unidos y México.

## Especies
Listadas alfabéticamente:
- Urosaurus auriculatus (Cope, 1871)
- Urosaurus bicarinatus (Duméril, 1856)
- Urosaurus clarionensis (Townsend, 1890)
- Urosaurus gadovi (Schmidt, 1921)
- Urosaurus graciosus Hallowell, 1854
- Urosaurus irregularis (Fischer, 1881)
- Urosaurus lahtelai Rau & Loomis, 1977
- Urosaurus nigricaudus (Cope, 1864)
- Urosaurus ornatus (Baird & Girard, 1852)